# Maria Van Kerkhove
Maria DeJoseph Van Kerkhove (* 20. února 1977) je americká epidemioložka zabývající se infekčními chorobami. Cílem její práce je podporovat místní orgány při reakci na ohniska infekčních onemocnění a rychle převádět vědecké poznatky do politiky a opatření v oblasti veřejného zdraví.
Získala doktorát z epidemiologie infekčních nemocí na London School of Hygiene and Tropical Medicine, magisterský titul z epidemiologie na Stanfordově univerzitě a bakalářský titul z biologických věd na Cornellově univerzitě. Má zkušenosti s vysoce nebezpečnými patogeny, s epidemiemi infekčních nemocí a epidemiologickým šetřením v terénu. Specializuje se na zoonotické, respirační a nové a znovu se objevující infekční nemoci, jako je ptačí chřipka, MERS, ebola, virus Marburg a zika. Působí v Programu pro mimořádné situace ve zdravotnictví (Health Emergencies Program) Světové zdravotnické organizace (WHO). Je technickou vedoucí reakce na pandemii covidu-19 a vedoucí úseku WHO pro nově se objevující nemoci a zoonózy.

## Mládí a studia
Van Kerkhove se narodila jako Maria Rosanne DeJoseph v New Hartfordu ve státě New York. Vystudovala biologii na Cornellově univerzitě, kde v roce 1999 získala bakalářský titul. V roce 2000 získala magisterský titul v oboru epidemiologie na Lékařské fakultě Stanfordovy univerzity. V roce 2009 obhájila doktorát z epidemiologie infekčních nemocí na London School of Hygiene & Tropical Medicine, kde napsala disertační práci o ptačí chřipce v Kambodži.

## Profesní život
Van Kerkhove zahájila svou výzkumnou kariéru během vysokoškolského studia na Cornellově univerzitě, kde pracovala jako vědecká asistentka Eloye Rodrigueze. Během letních prázdnin cestovala do Mexika, Venezuely a Kostariky. Někdy se výzkum týkal studia rostlin, které domorodí obyvatelé používají k léčebným účelům, jedno léto zkoumala listy a plody, kterými si opice kapucíni potírají srst. V práci vědecké asistentky pokračovala během magisterského studia na Lékařské fakultě Stanfordovy univerzity.
V letech 2000 až 2005 působila jako vedoucí epidemioložka v poradenské firmě Exponent Health Services Practice v New Yorku. Poté v letech 2006–2008 pracovala jako epidemioložka v Pasteurově institutu v Kambodži a v rámci doktorského studia prováděla terénní studie viru ptačí chřipky podtypu H5N1.
V letech 2009–2015 působila Van Kerkhove jako vedoucí výzkumná pracovnice v Centru pro analýzu a modelování epidemií Rady pro lékařský výzkum (Medical Research Council) na Imperial College v Londýně. Specializovala se na ebolu, virus Marburg, chřipku, meningitidu, MERS a žlutou zimnici. V dubnu 2009 začala pracovat jako technická konzultantka pro Světovou zdravotnickou organizaci (WHO) v oddělení pro globální kapacity, varování a reakci. V roce 2013 byla jako členka pracovní skupiny pro MERS technickou konzultantkou WHO.
V letech 2015 až 2017 vedla pracovní skupinu pro vyšetřování ohnisek nákaz v Centru pro globální zdraví Pasteurova ústavu, která prováděla terénní výzkum zoonóz, respiračních virů a nově se objevujících a vznikajících virů, jako jsou Zika, MERS, ebola a virus Marburg. Specializovala se na terénní výzkum s cílem shromáždit údaje o vysoce patogenní ptačí chřipce podtypu H5N1 (HPAI/H5N1) se zaměřením na riziko přenosu z drůbeže na člověka.
Od roku 2015 působí Van Kerkhove jako čestná lektorka na Imperial College London, od března 2017 je vědeckou pracovnicí, technickou vedoucí MERS ve WHO v Ženevě ve Švýcarsku. V současné době je vedoucí oddělení pro nově se objevující nemoci a zoonózy v rámci programu WHO pro mimořádné situace v oblasti zdraví. V této funkci je zodpovědná za pokyny, které WHO vydává pro své členské státy.
Působí také jako vedoucí technického a zdravotnického úseku pro covid-19. V rámci své práce pro WHO vystupovala na pravidelných tiskových konferencích WHO týkajících se pandemie covidu-19 a poskytovala odpovědi na časté otázky týkající se pandemie.

## Osobní život
Van Kerkhove je vdaná, s manželem Neilem se seznámila na univerzitě a mají dva syny. Rodina žije ve švýcarské Ženevě.